# Be with you.
〈be with you.〉는 가수 보아의 일본 25번째 싱글이다. 원래 2008년 2월 20일에 6번째 정규 앨범 《THE FACE》와 동시 발매될 예정이었지만, 앨범 《THE FACE》는 예정과 달리 발매일이 일주일 늦춰지고, 싱글 〈be with you.〉는 예정대로 발매되었다.
싱글의 타이틀 곡 〈be with you.〉는 봄에 어울리는 발라드 곡으로, 영화 《개와 나의 10가지 약속(jp:犬と私の10の約束)》의 주제가로 선정되어 영화의 광고 영상에 노래가 삽입되어 방송되었다. 커플링 곡 〈precious〉 역시 발라드 곡으로, 싱글 수록곡 모두가 발라드 곡으로 채워졌다.
〈be with you.〉는 개가 주인공으로 나오는 영화의 주제가답게 뮤직 비디오에도 개가 등장한다. 보아가 개와 함께 호숫가를 산책하는 장면, 호수에서 작은 배를 타고 노래를 부르는 장면 등이 은은한 색감으로 촬영되어 있다.
타이틀 곡 〈be with you.〉는 앨범 《THE FACE》에 수록되었지만 커플링 곡 〈precious〉는 수록되지 않았다. 또, DVD 없이 CD반으로만 발매되었으며, CD반의 부가 영상으로 앨범 《THE FACE》의 요약 영상이 수록되어 있다.

## 트랙 리스트
CD
1. be with you.
  - 작사 : Satomi / 작곡·편곡 : h-wonder
2. precious
  - 작사 : 소노다 료지 / 작곡 : 하라 가즈히로 / 편곡 : 하루카와 히토시
3. be with you. (spring acoustic mix) ※ 첫회반에만 수록됨.
4. be with you. (instrumental)
5. precious (instrumental)

- CD반 부가 영상 : 앨범 《THE FACE》 요약 영상